# LM-2000

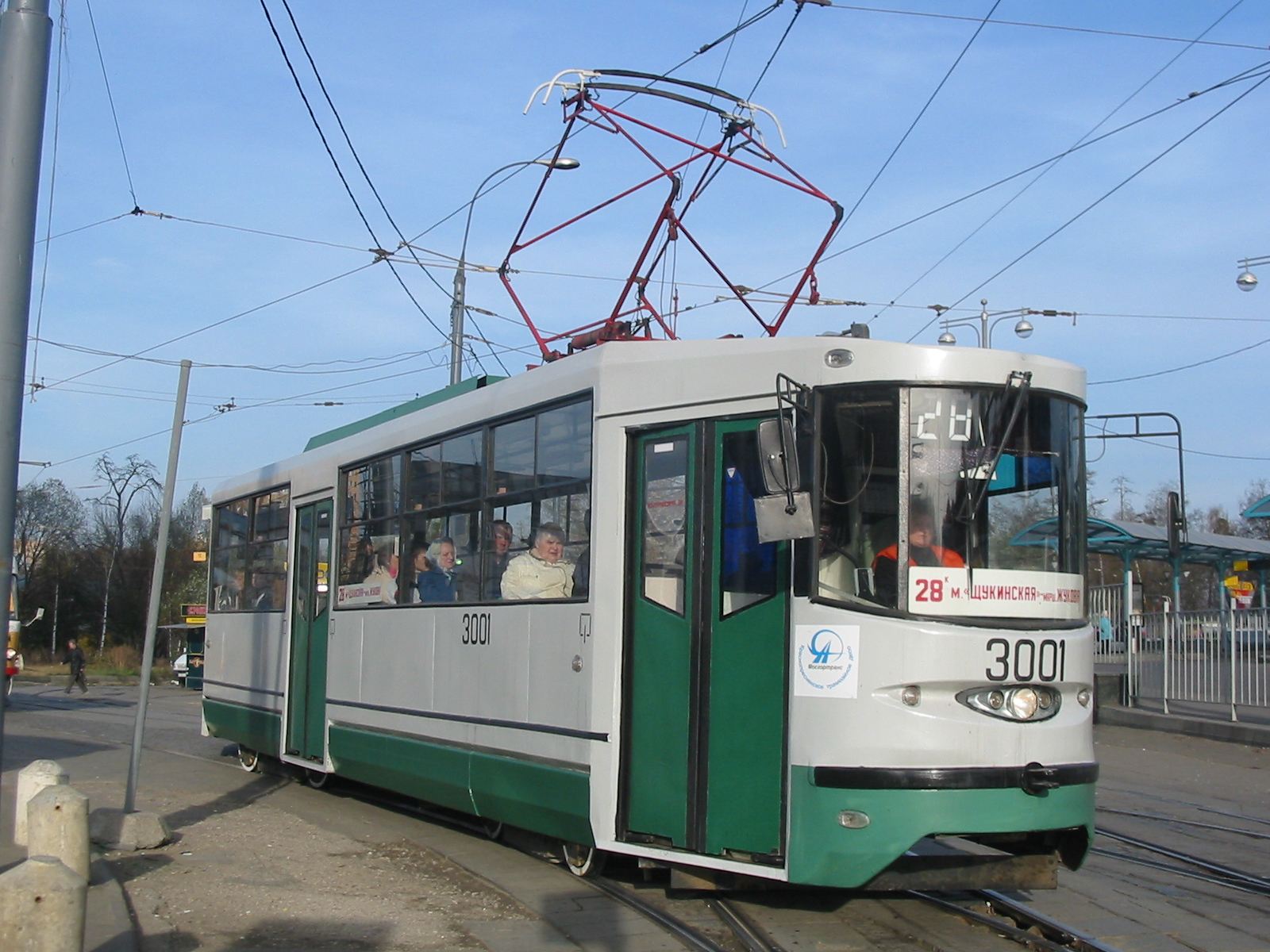
Jediný vůz ev. č. 3001 na moskevské lince č. 28

LM-2000 (rusky ЛМ-2000, podle unifikovaného označení 71-139) je model ruské třídveřové tramvaje klasické koncepce (tj. s vysokou podlahou a délkou cca 14 m). První a jediný vůz tohoto typu opustil brány závodu PTMZ v roce 2002.
Tramvaj tohoto typu si vyžádala Moskva, která by tyto vozy umístila do vozoven Apakova a Krasnopresněnskoje. Bylo nutné zde obnovit vozový park; původně sice měly být zakoupené tramvaje z Česka, ty však byly několikanásobně dražší (okolo 300 000 $ za kus) než vozy od domácích výrobců. Do druhé uvedené vozovny tak byl jediný vůz s ev. č. 3001 v létě roku 2002 skutečně převezen, nasazován později na linky č. 27 a 28. Jednalo se o první dodávku tramvaje z Petrohradu do Moskvy po 102 letech. K větší dodávce těchto tramvají však nedošlo, neboť provozovatel tramvajové sítě se v roce 2003 rozhodl pro nákup vozů LM-99.